# Cumdach

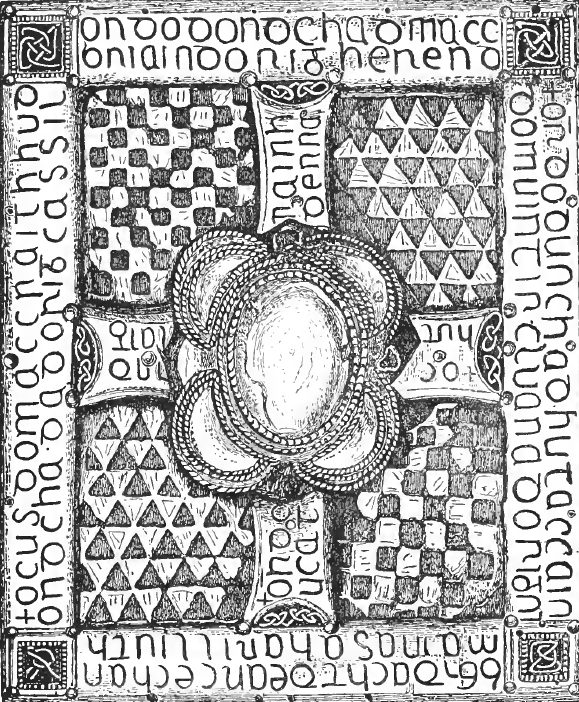
Cumdach pro Stowský misál.

Cumdach [kumdach] je bohatě zdobená přenosná schránka k uchovávání vzácných knih, zejména liturgických, charakteristická pro středověké Irsko. Jako materiál na výrobu cumdachů se používal bronz, mosaz nebo dřevo, ke zdobení pak zlato, stříbro nebo perly. Dochované cumdachy jsou povětšinou uloženy v Irském národním muzeu.